# 線路切換
線路切換（せんろきりかえ）とは、鉄道業界用語のひとつで、線路のルートを変更する工事を指す。線路切替とも書く。

## 概要
線路内の工事は、列車が現場を通過してから次の列車が現場を通過するまでの時間（これを列車間合と呼ぶ）に行う。線路切換は、信号の変更が必要で通常の工事よりも時間と人手を要することから、作業時間と安全を確保するために、終列車の運転が終わってから初列車の運転が始まるまでの時間に行うことが一般的である。
大規模な線路切換の際には、より多くの作業時間を確保するために、列車を運休することがある。この場合は、通勤通学輸送への影響を避けるために、土曜日の夜から日曜日の朝にかけて工事を行うことが多い。
作業に携わる人数は、大規模な線路切換だと1,000人を超えることも珍しくない。

## 線路切換の種類
大きく分けて5種類の作業がある。実際の工事はこれらの作業を組み合わせることが多い。
線路移動
線路のルート変更箇所（切換口）を切断し、あらかじめ敷設しておいた新線路に接続するために枕木ごと移動させる作業。移動させる前には線路内及び周辺のバラストを撤去し、移動しやすいようにしておく。移動作業は、人力による移動と建設機械による移動がある。人力移動は、十数人がバールを持ち、てこの原理を用いて徐々に線路を動かしていく。
分岐器挿入
現在ある直線又は曲線の線路を撤去し、分岐器を挿入する作業。分岐器は大型の重量物なので、分割して挿入することがある。
分岐器撤去
現在ある分岐器を撤去し、直線線路または曲線線路を挿入する作業。
線路こう上
新しく出来る線路が現在ある線路よりも高い場合に、線路をこう上させる作業。線路をジャッキなどで徐々に持ち上げながらバラストをかき込んで突き固める方法が一般的である。線路は道路と違って急激な勾配を設けることが出来ないため、作業範囲はかなり長くなる。
線路低下
新しく出来る線路が現在ある線路よりも低い場合に、線路を低下させる作業。バラストの最小厚さは決まっているため、バラスト下の路盤をすき取る必要がある。即ち、一旦線路とバラストを撤去し、路盤をすき取り、再度線路を敷き直す必要があるため、時間と手間がかかる。線路は道路と違って急激な勾配を設けることが出来ないため、作業範囲はかなり長くなる。

## 線路切換に伴う電気工事
線路は、鉄道信号機に必要な軌道回路を構成しているため、線路切換の際には必ず信号工事が必要となる。近年は信号回路が複雑高度化しているため、線路工事よりも信号工事に時間を要することが多い。大規模な駅など線路が複雑に敷かれている場所を工事する際には、連動装置のプログラムを変更する必要もある。
電化されている線区では、架線の張り替えも必要であり、電柱の建て換えを行うこともある。